# Constitution portugaise de 1911
La constitution portugaise de 1911 est une constitution qui a été mise en place après la chute de la monarchie au Portugal.

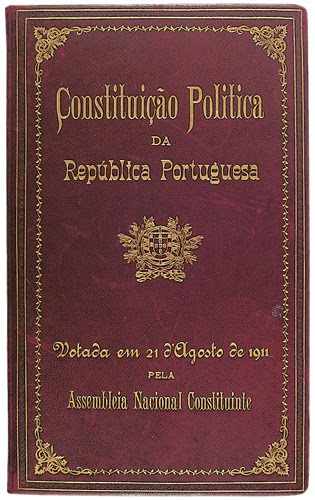
Couverture de la Constituição Política da República Portuguesa de 1911